# Противоречия, связанные с бесланским терактом

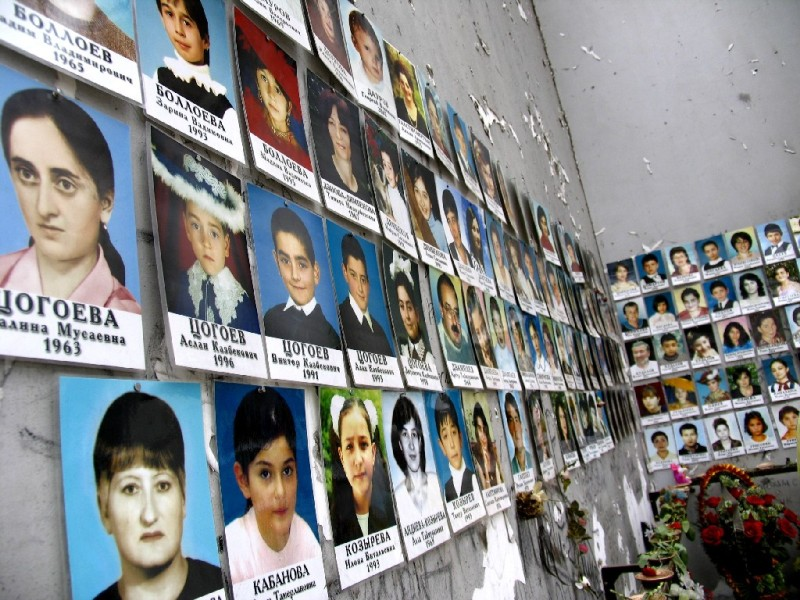
Фотографии погибших в теракте

1 сентября 2004 года террористы захватили заложников в школе № 1 города Беслана во время торжественной линейки, посвящённой началу учебного года. В течение двух с половиной дней террористы удерживали в заминированном здании 1128 заложников (преимущественно детей, их родителей и сотрудников школы) в тяжелейших условиях, отказывая людям даже в удовлетворении минимальных естественных потребностей.
На третий день около 13:05 в школьном спортзале произошли взрывы, и позже возник пожар, в результате чего произошло частичное обрушение здания. После первых взрывов заложники начали выбегать из школы, и силами Центра специального назначения Федеральной службы безопасности (ЦСН ФСБ) был предпринят штурм. Во время хаотичной перестрелки, в том числе с участием гражданских лиц, пользовавшихся личным оружием, было убито 28 террористов (трое, включая одну из смертниц, погибли в период с 1 по 2 сентября). Единственный взятый живым террорист, Нурпаша Кулаев, был арестован и впоследствии приговорён судом к пожизненному заключению.
Хотя большинство заложников были освобождены в ходе штурма, в результате теракта погибли 314 человек из числа заложников, из них 186 детей. Всего, включая спасателей, погибло 333 человека, и свыше 800 получили ранения разной степени тяжести.
Как и любой другой крупный теракт, захват школы в Беслане спровоцировал появление многочисленных слухов и теорий заговора, которые муссировались в прессе и передавались местными жителями из уст в уста; в результате этого многие теории получили широкую известность и продолжают оспариваться.

## «354 заложника»
Утром 2 сентября СМИ, ссылаясь на Льва Дзугаева, пресс-секретаря и начальника информационно-аналитического центра при президенте Северной Осетии, сообщили, что в захваченной школе № 1 террористами удерживается 354 заложника. Число «354» вызвало большой общественный резонанс: некоторые жители Беслана вышли на улицы с плакатами, гласившими, что в здании находятся не менее 800 человек. В свою очередь, террористы использовали это сообщение для оказания ещё большего психологического давления на заложников, в частности, угрожая довести их количество до озвученного числа.
На суде по делу Нурпаши Кулаева была представлена видеокассета с материалами, отснятыми корреспондентами ГТРК «Алания» в период с 1 по 3 сентября, в том числе со словами Льва Дзугаева:

Продолжались контакты с родственниками и близкими тех, кто находится в заложниках. Я хочу ещё раз подчеркнуть, что они демонстрируют выдержку, что в подобной ситуации чрезвычайно важно. В результате той работы, которая проводилась, уточнялись списки тех, кто может находиться в заложниках. На этот час в этих списках 354 человека.— Лев Дзугаев
Сам Дзугаев, допрошенный в качестве свидетеля по делу Кулаева, пояснил, что среди бесланцев назывались числа в диапазоне от 120 до более 1000. Согласно Дзугаеву, оперативный штаб не мог определить количество заложников, поскольку не было известно, сколько людей пришло на линейку и сколько успело убежать во время захвата. По словам Дзугаева, для того, чтобы «избежать чехарды с цифрами», было принято решение быстро пройти по самому Беслану и составить списки тех людей, которые могли бы быть в школе. Поскольку большинство жителей города находились на улицах, участковые составляли списки со слов родственников и знакомых. В ходе работы многие фамилии были записаны по нескольку раз, так как информация, иногда ошибочная, исходила от разных людей. В результате количество фамилий в списках превысило несколько тысяч. В связи с этим потребовалось уточнение списков, и на момент оглашения данных оперативный штаб располагал подтвержденной информацией о личностях 354 заложников. При этом, по свидетельству начальника оперативного штаба Валерия Андреева, расчёт сил, средств и всего необходимого, что могло быть задействовано при спасении людей, исходил из предположения, что заложников около 1000.
СМИ передали информацию о «354 заложниках», и эта новость была доминирующей в репортажах, а впоследствии стала источником споров. Ряд печатных изданий, а также представители комитетов «Матери Беслана» и «Голос Беслана» обвиняли оперативный штаб во лжи и попытке уменьшения масштаба теракта. В проекте доклада комиссии североосетинского парламента утверждается, что следствием озвучивания оперативным штабом числа «354», стал расстрел двух десятков заложников, выброшенных со второго этажа, несмотря на то, что заложники были расстреляны ещё 1 сентября. Высказанная некоторыми СМИ версия, согласно которой террористы, узнав из новостных репортажей про озвученную Дзугаевым цифру, прекратили давать заложникам воду и запретили им выходить в туалет, была неоднократно опровергнута показаниями заложников, утверждавших, что боевики объявили о голодовке в поддержку вывода войск из Чечни. В обращении Басаева, опубликованном на сайте «Кавказ-Центр» через две недели после теракта, говорилось, что «все заложники, от мала до велика, в знак поддержки наших требований, [объявили] бессрочную сухую голодовку».

## Причины возникновения и обстоятельства пожара в спортзале СОШ № 1
Сапёры 58-й армии проникли в зал примерно через 40 минут после первых взрывов. Поскольку обезвреживание неразорвавшихся СВУ было затруднено обстрелом спортзала террористами, которые применяли как автоматическое оружие, так и гранатомёты, военные, спасатели и местные жители начали вытаскивать выживших после взрывов. Начальник инженерных войск 58-й армии, Андрей Гаглоев, проводивший разминирование, во время суда над Кулаевым указал, что пожар не мог начаться от взрывов СВУ, и, вероятнее всего, возник от выстрела РПГ, трассирующих пуль или  выстрелов из подствольных гранатометов, производимых террористами по спортивному залу. Гаглоев затруднился назвать точное время возникновения пожара, сказав лишь, что он начался после того, как сапёры вошли в зал. Лично он заметил очаг возгорания, когда тот уже был площадью в один квадратный метр, но потушить пожар на ранней стадии не представлялось возможным из-за отсутствия необходимых средств и непрекращавшегося обстрела. Пожарная служба Беслана зафиксировала пожар в спортзале в 14:51.
До прибытия пожарных местные жители, работники МЧС, военные и даже журналисты продолжали эвакуировать заложников, вытаскивая всех подряд. Пожарные приступили к тушению пожара в спортзале в 15:26, сформировав так называемый «водяной коридор». Из прилегавших к спортзалу помещений спасателями было эвакуировано несколько раненых заложников, но в самом спортзале раненых к моменту начала тушения пожара не было, там находились лишь трупы и фрагменты тел. Данное заключение было сделано специалистами, проводившими комплексную криминалистическую экспертизу по действиям оперативного штаба, в ходе которой они проанализировали материалы допросов врачей и судебно-медицинских экспертов в целях установления связи между причиной смерти погибших в спортзале и пожаром. Материалы свидетельствуют о том, что тела погибших в спортзале заложников характеризовались наличием минно-взрывной травмы и посмертным обугливанием, подтверждением чему послужили обнаруженные в трупах металлические фрагменты в виде рубленой проволоки, шариков и т. д. Посмертный характер обугливания был подтверждён отсутствием розово-красных оттенков тканей в местах поражения, характерных при прижизненном поражении тканей огнём. По мнению экспертов, обугливание тел произошло вследствие воздействия одного из поражающих факторов взрыва – пламени, образующемся во фронте ударной волны.
Точка зрения, согласно которой пожар возник в результате гранатомётного выстрела извне по чердачному помещению школы, была опровергнута специалистами Военной академии радиационной, химической и биологической защиты, которые не обнаружили очагов пожара на чердаке. Следственный эксперимент от 13 октября 2005 года с участием потерпевших и представителей СМИ, в ходе которого по специально построенному зданию были произведены выстрелы из РПО-А, подтвердил невозможность возникновения пожара от термобарического снаряда. Результаты эксперимента, о которых сообщил замгенпрокурора России Николай Шепель, не убедили многих бесланцев и, в частности, представителей комитета «Матери Беслана», которые высказали свои сомнения во время встречи с Владимиром Путиным.
Журналист газеты «Северный Кавказ» Игорь Цагоев опубликовал в цикле публикаций «Беслан: факты и мифы» фотографии, сделанные фоторепортёром Дмитрием Беляковым. По информации EXIF на фотографии, сделанной в 15:19, был запечатлён бушующий внутри зала пожар. На снимках того же автора, сделанных около 14:00, на которых видна семилетняя Аида Сидакова, забирающаяся обратно в зал в поисках мамы, пожара нет.

## Применение танков и огнемётов
Журнал «Шпигель», первым выпустивший своё независимое расследование в виде книги, пришёл к выводу, что днём 3 сентября 2004 года первый взрыв произошёл внутри школы у самих террористов.
Тимофей Борисов из «Российской газеты» утверждал, что корреспондент «Шпигеля» Уве Клуссман 3 сентября 2004 года находился в нескольких десятках метров от школы, со стороны танка. Как рассказал впоследствии корреспондент, «первый взрыв был гораздо более мощным, чем это могло быть от выстрела гранатомёта или танка». По мнению Уве, «он бы увидел след от пущенной гранаты и уж по крайней мере оглох бы, если бы выстрелил танк».
Журналистка «Новой газеты» Елена Милашина, присутствовавшая в Беслане во время теракта, изначально охарактеризовала первые взрывы 3 сентября как отличающиеся от предыдущих гранатомётных взрывов, «к которым за два дня все уже привыкли». Впоследствии Милашина передавала мнения родственников пострадавших, считавших, что причиной взрывов стал обстрел школы из огнемётов и что спецслужбы обстреливали здание из вертолётов и танков. Милашина посчитала «несерьёзным» утверждение заместителя местного прокурора, что испытания огнемёта показали невозможность возгорания от его выстрелов. Милашина ставила под вопрос роль сотрудников аппарата Патрушева и администрации президента РФ Владимира Путина, а также указывала на попытки снятия с федеральных органов власти ответственности за штурм.
Позже Милашина, ссылаясь на видеозаписи, оказавшиеся в руках прокуратуры, а затем полученные жителями Беслана, писала о внешнем источнике первых взрывов в школе. Согласно Милашиной, помощник главы североосетинского МЧС Дзгоева сообщил о запрете главой ЦСН ФСБ Тихоновым тушения пожара. По словам журналистки, мотивацией Тихонова было желание скрыть свидетельства обстрела школы из гранатомётов.

## Количество и возможный побег некоторых террористов
Предположения касательно возможного побега некоторых боевиков из школы неоднократно высказывались многими непосредственными участниками событий. Например, несколько заложников утверждали, что один из боевиков, выделявшийся большим шрамом на горле, так и не был ими опознан среди трупов (заложница Зоя Кцоева и Нурпаша Кулаев во время суда над последним, однако, заявили, что им была предъявлена во время следствия фотография с трупом, в котором они опознали данного боевика). Одна заложница, Зарина Пухаева, свидетельствовала о наличии в составе банды женщины-снайпера славянской внешности, которую она не видела среди трупов террористов. Факт побега одного или нескольких боевиков доподлинно доказан не был, но, тем не менее, данная точка зрения получила широкое распространение.
Одним из поводов для формирования данной точки зрения стал факт избиения двоих мужчин (Давида Макаева и Сергея Гульчеева), которых местные жители приняли за боевиков. Сотрудники милиции прервали избиение и сопроводили пострадавших в отделение милиции. Предполагаемые «боевики» на поверку оказались прихожанами Ильинской церкви, приехавшими из Владикавказа для того, чтобы «помолиться за их друга, который мог попасть в школу». Задержание создало впечатление у местных жителей, что кто-то из боевиков был пойман, и это предположение вошло в доклад комиссии североосетинского парламента (третьим предполагаемым «боевиком», упомянутым в отчёте Кесаева, стал товарищ Макеева и Гульчеева Виталий Икаев, который не пострадал, но проследовал в отделение РОВД за друзьями).
Нурпаша Кулаев утверждал, что до захвата «ВАЗ-2107» в  «ГАЗ-66» ехало 32 человека, включая его самого. Также официальная информация относительно количества террористов не была опровергнута Шамилем Басаевым, заявившем, что боевиков в операции «Норд-Вест» было 33 (включая связного в лагере).

## Употребление террористами наркотиков
В отчёте комиссии Торшина было указано, что по результатам судебно-медицинской экспертизы, проведённой Ставропольским БСМЭ, по меньшей мере 22 террориста делали инъекции с тяжёлыми наркотиками — морфином и кодеином. Позже в прессе появилась информация, что террористы использовали психотропные средства из арсенала ГРУ.
Кулаев отрицал употребление наркотиков его сообщниками. Также об отсутствии у захватчиков наркотических средств, за исключением ограниченного количества обезболивающих препаратов (промедол, омнопон), свидетельствовали многие заложники. Кроме того, Руслан Аушев, который 2 сентября вёл переговоры с террористами лицом к лицу, охарактеризовал боевиков как «трезвых и уверенных в себе». То же самое подтвердила Лариса Мамитова — врач, находившаяся в заложниках:
Я на «скорой» часто выезжала к наркоманам и знаю, как проявляются симптомы наркотического опьянения. Таких среди террористов не было. А шприцы, которые впоследствии нашли в школе, — мои. Я делала раненым боевикам внутривенные инъекции промедола — легкого наркотика. Кстати говоря, Ходов от промедола отказался, попросил каких-нибудь обычных обезболивающих таблеток. Еще я вспоминаю, как Полковник сказал мне:«Вот увидишь, когда все кончится, они сделают из нас насильников и наркоманов».

## Участие Аслана Масхадова
В полдень 3 сентября Ахмед Закаев сообщил Александру Дзасохову о передаче сообщения Аслану Масхадову и готовности проинформировать Дзасохова, если поступят новые сведения; во время суда над Кулаевым Дзасохов отметил это в своих показаниях. Однако некоторые СМИ, а также комиссия североосетинского парламента распространили информацию, что Масхадов был готов прибыть в Беслан, но Дзасохов попросил дать ему полтора часа на решение технических вопросов, связанных с приездом президента ЧРИ; в этот период начался штурм здания. Кроме того, 3 сентября 2004 года спецслужбами был осуществлён радиоперехват разговора Закаева с неким Билалом, в ходе которого Закаев требовал ни в коем случае не связывать с ним «Отца» (позывной Масхадова), так как Масхадов «пока ни в ту, ни в другую сторону не должен говорить». Сам Масхадов в своем заявлении после теракта[когда?] заявил, что он и его соратники «до глубины души возмущены» трагедией, выразил соболезнования родственникам погибших и принес извинения осетинскому народу. Он также подтвердил, что готов был приехать в качестве переговорщика и посодействовать освобождению заложников.

## Две фракции внутри банды
Существует предположение, что банда разделялась на две фракции: «наёмников» и «мучеников». Если первые выполняли работу исключительно за деньги и намеревались уйти под прикрытием заложников, то вторые пришли «принять смерть во имя Аллаха». Некоторые члены банды вообще не знали, какой объект подвергнется захвату. Согласно показаниям некоторых заложников, 1 сентября у Хучбарова произошёл конфликт с одной из шахидок, кричавшей: «Нет, нет, я не буду! Вы сказали, что это отдел милиции!» — после чего шахидка взорвалась. Кулаев указывал, что в банде было две группы («Полковника» и «Ингуша»), но про конфликт между террористами не упоминал. Басаев опроверг эти слухи в своём письме, опубликованном 17 сентября.

## «Пустая кассета»
1 сентября 2004 «Вести» сообщили, что боевики передали видеокассету с записью происходящего в школе. Уже через час тот же канал, ссылаясь на пресс-службу правительства Северной Осетии, сообщил, что переданная ранее кассета оказалась пустой. Члены оперативного штаба Валерий Андреев и Виктор Соболев, а также министр внутренних дел Северной Осетии Казбек Дзантиев отрицали факт наличия подобной кассеты, а Нурпаши Кулаев упоминал только о той кассете, на которую был заснят приход Аушева. Факт передачи кассеты нигде не был зафиксирован, однако версия о её существовании получила широкое распространение. Шамиль Басаев заявил, что на «пустой» кассете было заснято обращение заложников к Владимиру Путину, но никто из выживших заложников не свидетельствовал о съёмках подобного обращения.

## Версии о заинтересованности других стран в теракте
Следствие прокуратуры по делу о теракте не установило или не обнародовало личности заказчиков, что создало обширное поле для спекуляций журналистов и аналитиков на эту тему. По одной из таких версий, в теракте были заинтересованы западные спецслужбы, в пользу чего высказываются следующие аргументы:
- Дестабилизация обстановки на российском Кавказе ослабила бы позиции России в регионе, открывая другим державам доступ к ресурсам Каспийского моря[76]. Главной целью террористов было не выполнение их требований, а создание кризисной ситуации и подрыв авторитета Путина на международной арене, поэтому требование о выводе войск из Чечни было нереальным и формальным[76][75].
- В 1999 году американская неправительственная организация «Freedom House» создала[77] «Американский комитет за мир на Кавказе» под руководством бывшего советника по национальной безопасности США Збигнева Бжезинского, бывшего госсекретаря Александра Хэйга и бывшего конгрессмена Стивена Соларца[англ.], которые провоцировали джихад в Чечне ради распада России и получения контроля над углеводородами Кавказа[78]. Данный комитет вместе с «Национальным фондом демократии» финансируют чеченское правительство в изгнании, в частности оказывая поддержку бывшему министру иностранных дел ЧРИ Ильясу Ахмадову[79][80]. После теракта Басаев был назначен заместителем премьер-министра правительства ЧРИ, а его интервью, взятое Андреем Бабицким, транслировалось по американскому общественному телеканалу ABC[81][82].
- Гражданская война на территории крупного экспортёра нефти традиционно приводила к росту цен на данный вид сырья[83]. Российская прибыль от экспорта нефти аккумулировалась в американских банках[84], а высокая цена затрудняла бы экономическое положение Евросоюза, после распада СССР рассматривавшегося в качестве новой сверхдержавы и конкурента США[85]. Другим бенефициаром высокой цены на нефть автоматически становились бы такие экспортёры, как Саудовская Аравия, оказывавшая[86] финансовую и идеологическую помощь чеченским боевикам на протяжении Первой и Второй чеченских войн.
- Глава Министерства иностранных дел России Сергей Лавров сообщил о предложении России принять резолюцию ООН об упрощении экстрадиции подозреваемых, но Совет Безопасности ООН отказался обсуждать этот проект, ограничившись коммюнике от 1 сентября[76][87][88]. Министр иностранных дел Великобритании Джек Стро заявил, что Великобритания и Россия работали над проектом резолюции Совета Безопасности ООН, направленным на пресечение попыток террористов избегать правосудия[89], но, несмотря на это, Великобритания отказалась выдавать России Ахмеда Закаева, требуя доказательств вины последнего[89].
- Легальное размещение в Лондоне исламских организаций, демонстрирующих солидарность с чеченскими боевиками, а также признание политическими беженцами в США и Великобритании лиц, активно сотрудничавших с боевиками, косвенно указывают на заинтересованность данных стран в дестабилизации России[90].